# Apechthis quadridentata
Apechthis quadridentata är en stekelart som först beskrevs av Thomson 1877.  Apechthis quadridentata ingår i släktet Apechthis och familjen brokparasitsteklar. Arten är reproducerande i Sverige.

## Underarter
Arten delas in i följande underarter:
- A. q. bimaculata
- A. q. notonigra
- A. q. integrilineata